# 알파지능검사
알파지능검사 또는 육군 알파(Army Alpha)는 제1차 세계 대전 중 많은 군대 신병들을 평가하기 위해 로버트 여키스(Robert Yerkes)와 그외 여섯 명이 개발한 집단관리형 검사이다. 이것은 1917년 군인들의 지능적이고 정서적인 기능을 평가하는 체계적인 방법에 대한 요구 때문에 처음 소개되었다. 이 테스트는 "언어 능력, 수치 능력, 방향감각 능력 및 정보 지식"을 측정했다. 군대알파검사(Army Alpha Test 또는 알파검사)의 점수는 군인의 봉사 능력, 직업 분류, 지도력의 잠재력을 결정하는데 사용되었다. 문자해독력이 낮거나 외국어를 구사하는 군인은 알파시험의 비언어적 버전인 베타지능검사(Army Beta)를 택할 수 있도록 후에 개발되었다.

## 영향
비네-시몽 검사와 더불어 알파지능검사는 후에 웩슬러 성인 지능 검사의 초기 모델을 형성하는데 객관성있는 자료로 활용된것으로 알려져있다.

## 같이 보기
- MMPI
- 라이트너 위트머
- 우드워스 인성검사